# Coronación de Fernando I de Austria como rey de Lombardía-Venecia

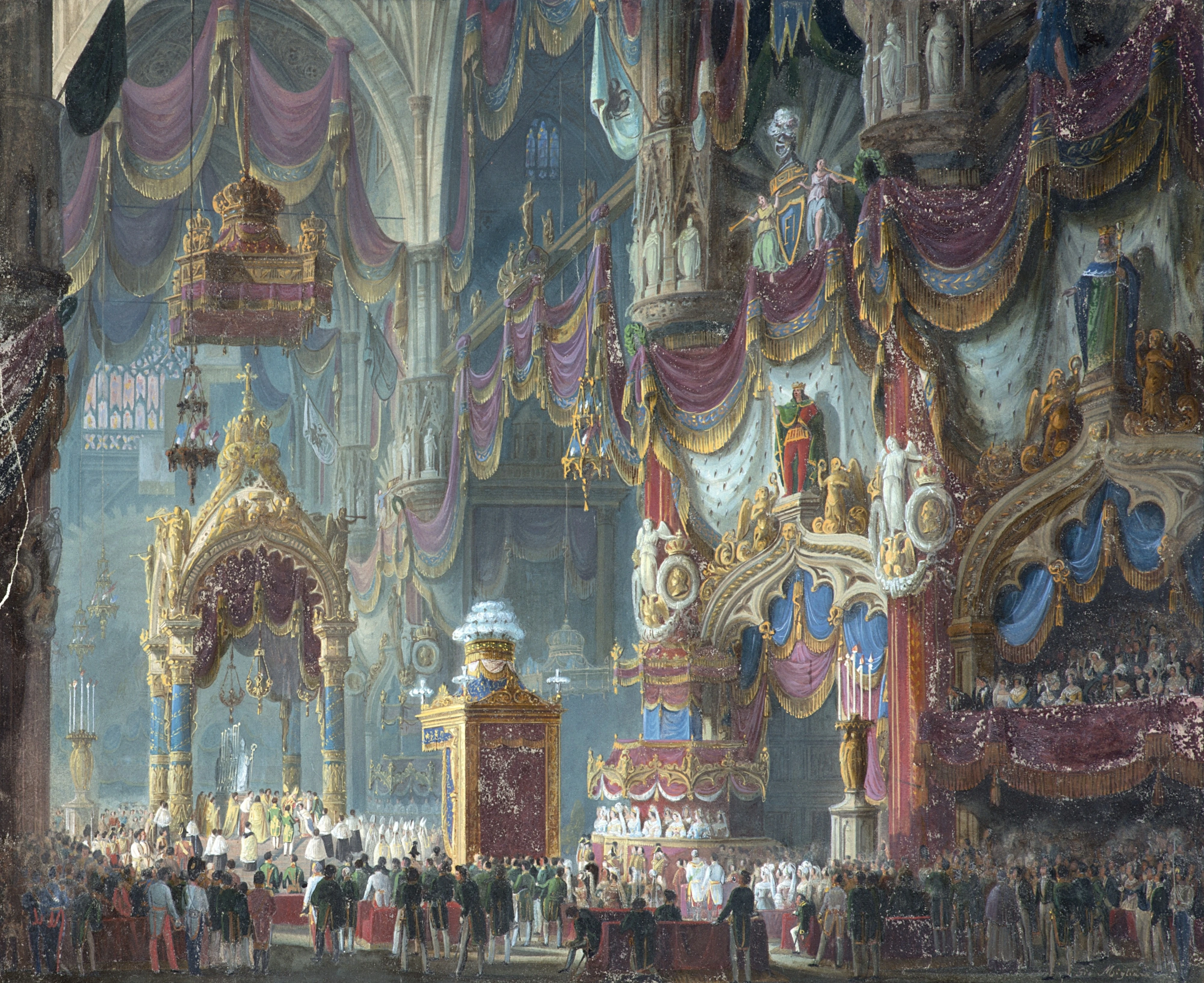
Vista del interior de la catedral de Milán durante la ceremonia de coronación.

La coronación del emperador Fernando I de Austria como rey de Lombardía-Venecia fue una ceremonia ocurrida el 6 de septiembre de 1838 en la catedral de Milán, especialmente notable por su significado político e histórico-artístico.

## Antecedentes

### Italia
El Reino lombardo-véneto formaba parte desde 1815 del Imperio austríaco como uno de sus Land o estados, según la Patente de 7 de abril de 1815 otorgada por Francisco I de Austria. El reino estaba formado por parte de lo que había constituido el reino napoleónico de Italia, en concreto por los territorios de dos estados desaparecidos durante la invasión francesa de Italia a finales del siglo XIX: el ducado de Milán y la república de Venecia. El ducado de Milán había estado ya bajo soberanía de la casa de Habsburgo desde 1707 y los territorios de la República de Venecia por un breve periodo desde el Tratado de Campo Formio (1797) hasta el Tratado de Presburgo (1805) bajo el nombre de Provincia véneta.
Napoleón I había sido coronado como rey de Italia el 26 de mayo de 1805 en la catedral de Milán con la Corona Férrea, retomando con ello una tradición establecida en el Reino lombardo.
La Corona Férrea, con origen en el siglo IV estaba dotada de un simbolismo particular por haber sido utilizada de distintos reyes de Italia, desde los reyes lombardos de Italia hasta algunos de los emperadores del Sacro Romano Imperio (que ostentaban el título de rey de Italia). Además la corona era considerada como una reliquia por haberse fabricado con un hierro utilizado en Pasión de Jesucristo.
Para la coronación fueron nombrados distintos cargos ceremoniales del Reino lombardo-véneto, de cara a la coronación: mayordomo mayor, gran copero, gran senescal, gran chambelán y gran escudero.

### Imperio austríaco
Desde la muerte de Francisco I de Austria en 1835, gobernaba el Imperio austríaco su primogénito, Fernando como Fernando I de Austria. Este último era considerado como un hombre con capacidades inadecuadas para gobernar por lo que el gobierno efectivo era ejercido por un órgano colegiado denominado Geheime Staatskonferenz (Conferencia Secreta de Estado) formado por el archiduque Francisco Carlos, el canciller Metternich y Franz Anton von Kolowrat-Liebsteinsky.

## Desarrollo

### Viaje

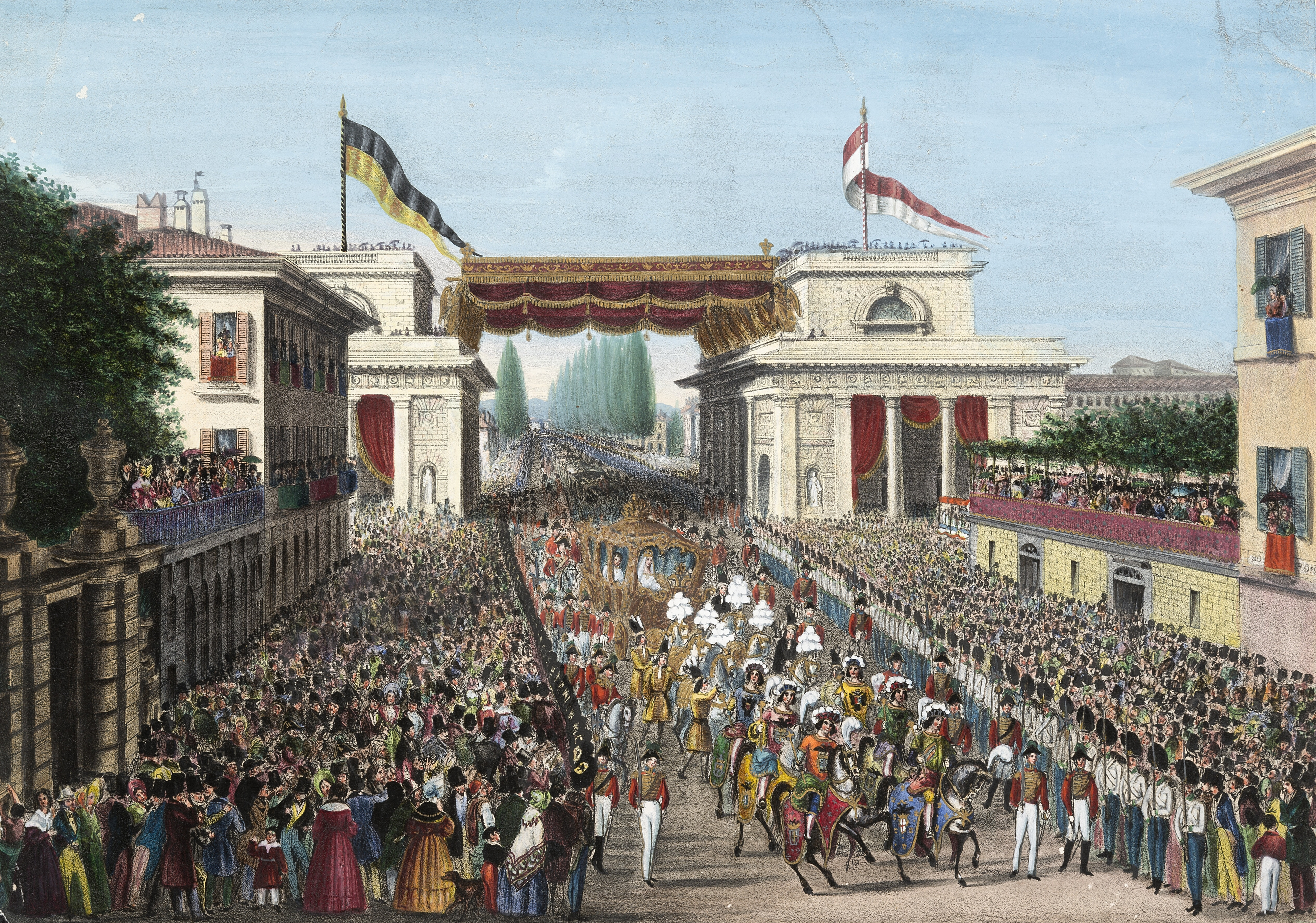
Entrada solemne en Milán de Fernando I por la Puerta de Venecia.

Antes del viaje, Fernando I se encontraba en el palacio de Schönbrunn. El viaje de Fernando I, su esposa y parte de su familia a Italia incluyó una importante parada en Innsbruck. En esta ciudad recibió el homenaje del Tirol y el Voralberg, como lo había recibido su padre Francisco I en 1816 precisamente cuando emprendía viaje a Italia.
El 1 de septiembre Fernando I hace su entrada en Milán de forma pública y solemne. Antes de la llegada de la corte imperial y su séquito se habían previsto sus alojamientos en la ciudad.
En los días siguientes a la entrada se produjeron en Milán distintos actos relacionados con la coronación:
- El día 2, Fernando I recibió distintas representaciones del Reino lombardo-véneto.
- El día 3, recibió el homenaje de estas representaciones.
- El día 4, se produjo el traslado de la Corona Férrea desde la catedral de Monza, donde normalmente se custodiaba, hasta la iglesia de corte de San Gotardo en el palacio real de Milán, de forma pública y solemne de acuerdo con un ceremonial previamente establecido.[4]
- El día 5, Fernando I y su tío, el archiduque Raniero, virrey del Reino lombardo véneto, visitaron la zeca de la ciudad.

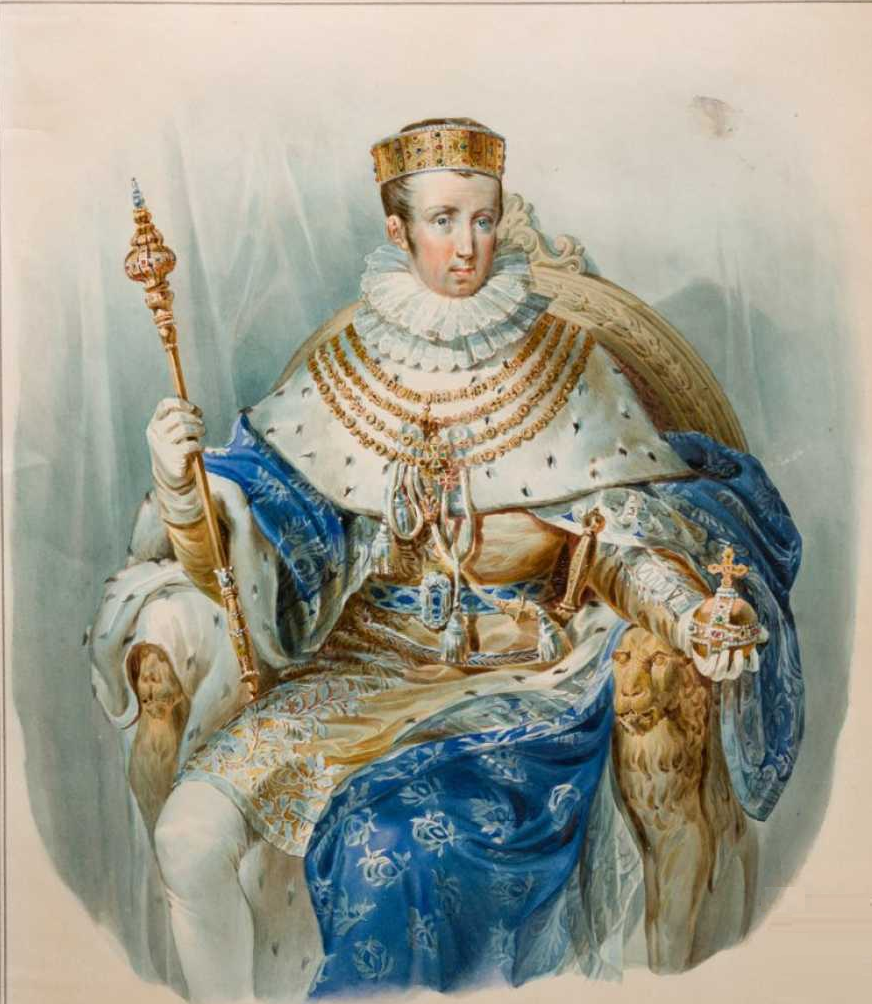
Fernando I de Austria como rey de Lombardía-Venecia.

### Ceremonia
La ceremonia de la coronación se produjo en la mañana del 6 de septiembre de 1838 en la catedral de Milán. La catedral se encontraba ricamente decorada según diseños de Alessandro Sanquirico, tanto en el exterior como en el interior del templo. Las decoraciones eran de estilo gótico y en las mismas se utilizaba la cifra de Fernando I, FI, así como la propia Corona Férrea. 
Tras la ceremonia religiosa se produjo un banquete solemne en la sala de las Cariátides del Palacio Real de Milán.

### Retorno
Tras la coronación la Familia Imperial continuó en la Milán hasta el 15 de septiembre, tras haber otorgado distintas audiencias de despedida el día anterior. Ese día, 14 de septiembre Fernando I otorgó órdenes y honores a distintos personajes del Reino lombardo-véneto.
Antes de volver a Viena, Fernando I, su familia y séquito se dirigieron a Venecia, pasando por Pavía, Lodi, Bergamo, Brescia, Mantua. Llegados a Venecia en el palacio ducal de esta ciudad tuvo lugar un capítulo extraordinario de la Orden imperial de la Corona de Hierro.

## Consecuencias

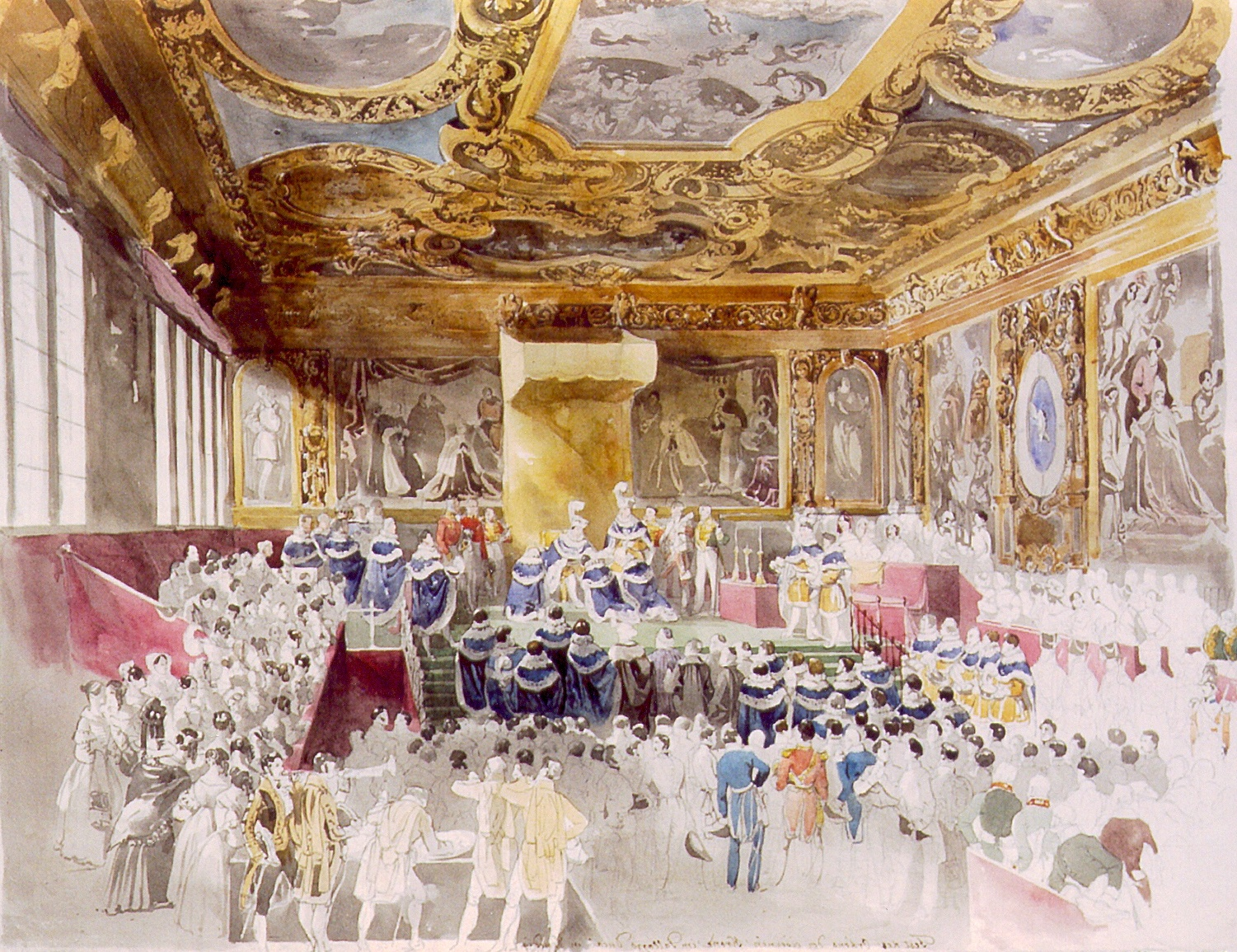
Capítulo solemne de la orden imperial de la Corona de Hierro celebrado en el palacio ducal de Venecia, por Eduard Gurk.

Con motivo de la coronación Fernando I concedió una amnistía a los emigrados por motivos políticos. Esta amnistía fue motivo de un poema por Temistocle Solera.

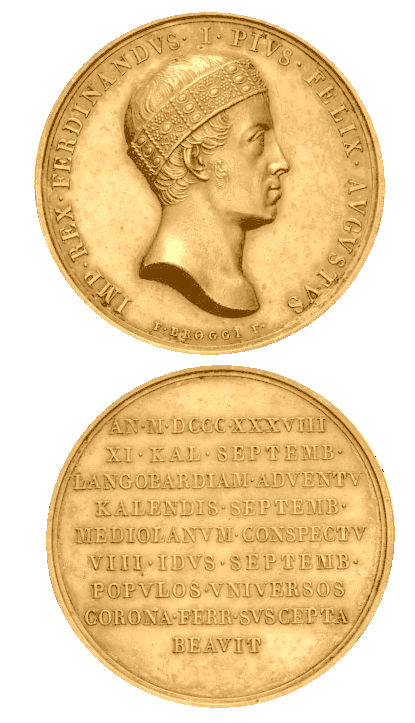
Medalla conmemorativa de la coronación, 1838.

Tanto la propia coronación como el homenaje del Tirol y el Voralberg en Innsbruck o la amnistía concedida con motivo de la coronación, fueron motivo de medallas conmemorativas.

### Individuales
1. ↑  Austria, Francisco I de. «Patente Imperiale Istitutiva Del Regno Lombardo-Veneto (1815)». Universidad de Turín (en italiano).
2. ↑  Ruggeri, Fausto (2005). «L'INCORONAZIONE DI NAPOLEONE I A RE D'ITALIA NEI DOCUMENTI DEL CAPITOLO METROPOLITANO DI MILANO». Aevum 79 (3): 745-776. ISSN 0001-9593. Consultado el 4 de noviembre de 2022.
3. ↑  Lista Degl' II. RR. Quartieri Di Corte In Milano Per Il Tempo Dell' Incoronazione Di S. M. L' Imperatore Ferdinando I In Re Del Regno Lombardo-Veneto: Nel Mese Di Settembre 1838 (en italiano). Pirola. 1838. Consultado el 4 de noviembre de 2022.
4. ↑  Cerimoniale pel solenne trasporto della corona di ferro da Monza a Milano (en italiano). Dall' I.R. Stamperia. 1838. Consultado el 4 de noviembre de 2022.
5. ↑  Arisi Rota, Arianna (2003). Il processo alla Giovine Italia in Lombardia: 1833-1835 (en italiano). F. Angeli. p. 148. ISBN 978-88-464-4401-1. Consultado el 4 de noviembre de 2022.
6. ↑  Albergoni, Gianluca (2006). I mestieri delle lettere tra istituzioni e mercato: vivere e scrivere a Milano nella prima metà dell'Ottocento (en italiano). FrancoAngeli. p. 403. ISBN 978-88-464-7392-9. Consultado el 4 de noviembre de 2022.
7. ↑  Aspden, Suzanne (22 de abril de 2019). Operatic Geographies: The Place of Opera and the Opera House (en inglés). University of Chicago Press. p. 96. ISBN 978-0-226-59615-0. Consultado el 4 de noviembre de 2022.
8. ↑  Catalogo degli oggetti esposti nel padiglione del Risorgimento italiano. Medagliere (en italiano) 1. Milán: Fratelli Dumolard. 1886. pp. 72-73.
9. ↑  Allgemeiner Religions- und Kirchenfreund und Kirchencorrespondent: eine theol. u. kirchenhist. Zeitschr (en alemán). Stahel. 1839. p. 45. Consultado el 4 de noviembre de 2022.